# Jorge Bucay

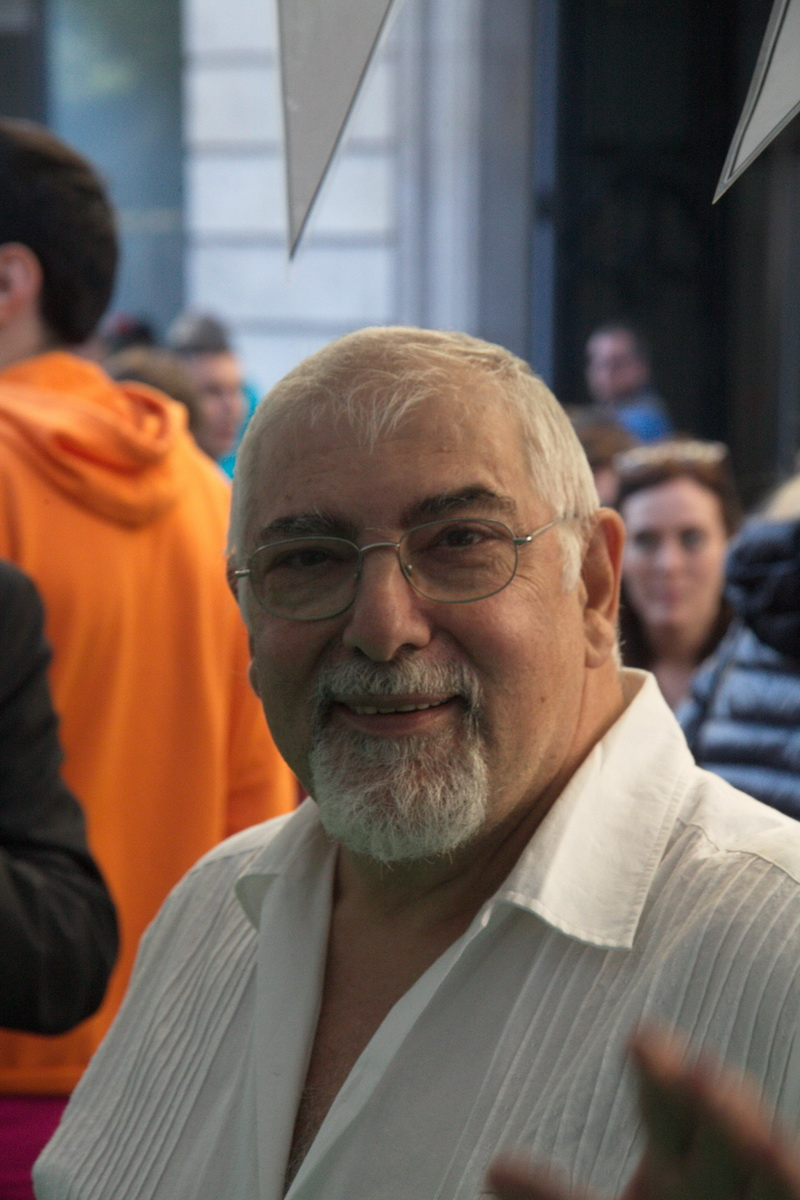
Jorge Bucay (2015)

Jorge Bucay (* 1949 in Buenos Aires) ist ein argentinischer Autor, Psychiater und Gestalttherapeut.

## Leben
Jorge Bucay graduierte 1973 als Mediziner von der Universidad de Buenos Aires. Er wurde bekannt durch seine Bücher, die, angeregt durch seine therapeutische Arbeit, Themen der menschlichen und persönlichen Entwicklung in humanistischer Weise behandeln.

## Werke in deutscher Übersetzung
- Komm, ich erzähl dir eine Geschichte. Aus dem Spanischen von Stephanie von Harrach. Amann, Zürich 2005, ISBN 3-250-60077-6
- Geschichten zum Nachdenken. Aus dem Spanischen von Stephanie von Harrach. Ammann, Zürich 2006, ISBN 3-250-60096-2.
- Liebe mit offenen Augen. Roman. Aus dem Spanischen von Petra Willim. Ammann, Zürich 2008, ISBN 978-3-250-60117-3.
- Zähl auf mich. Aus dem Spanischen von Stephanie von Harrach. Ammann, Zürich 2009, ISBN 978-3-250-60134-0.
- Wie der Elefant die Freiheit fand. Eine traditionelle Parabel. S. Fischer, Frankfurt am Main 2010, ISBN 978-3-596-85417-2.
- Drei Fragen: Wer bin ich? Wohin gehe ich? Und mit wem? Aus dem Spanischen von Stephanie von Harrach. S. Fischer, Frankfurt am Main 2011, ISBN 978-3-10-046324-1.
- Wie der König seinen Feind verlor. Mit farbigen Bildern von Gusti. Aus dem Spanischen von Stephanie von Harrach. Fischer, Frankfurt am Main 2012, ISBN 978-3-596-85596-4.[1]
- Der Innere Kompass. Wege der Spiritualität. Aus dem Spanischen von Lisa Grüneisen. Fischer, Frankfurt am Main 2013, ISBN 978-3-10-009589-3
- Das Buch der Weisheit. Wege zum Wissen. Aus dem Spanischen von Lisa Grüneisen. Fischer, Frankfurt am Main 2015, ISBN 978-3-596-19797-2.
- Das Buch der Trauer. Wege aus Schmerz und Verlust. Aus dem Spanischen von Lisa Grüneisen. Fischer, Frankfurt am Main 2015, ISBN 978-3-596-19795-8.
- Eine traurige, gar nicht so traurige Geschichte. Aus dem Spanischen von Lisa Grüneisen. Mit Illustrationen von Gusti. Fischer, Frankfurt am Main 2015, ISBN 978-3-596-52080-0.
- Komm, ich erzähl dir eine Geschichte. Ungekürzte Lesung mit Edgar M. Böhlke. Aus dem Spanischen von Stephanie von Harrach. Hörverlag 2015, ISBN 978-3-8445-2097-2
- Selbstbestimmt leben. Wege zum Ich. Aus dem Spanischen von Lisa Grüneisen. Fischer, Frankfurt am Main 2016, ISBN 978-3-596-19794-1.
- Das Buch der Begegnung. Wege zur Liebe. Aus dem Spanischen von Lisa Grüneisen. Fischer, Frankfurt am Main 2016, ISBN 978-3-10-402822-4
- Das Buch vom Glücklichsein. Wege zu einem erfüllten Leben. Aus dem Spanischen von Lisa Grüneisen. Fischer, Frankfurt am Main 2016, ISBN 978-3-596-19796-5
- Eltern und Kinder. Vom Gelingen einer lebenslangen Beziehung. Mit Demian Bucay. Aus dem Spanischen von Lisa Grüneisen. Fischer, Frankfurt am Main 2018, ISBN 978-3-10-397286-3